# El Charco
El Charco est une municipalité située dans le département de Nariño en Colombie.

## Histoire
Le 20 septembre 2020, la répression d’un mouvement de protestation sociale fait quatre morts.